# سيكورسكي إيليا موروميتس
سيكورسكي إيليا موروميتس (بالإنجليزية: Sikorsky Ilya Muromets)‏ هي طائرة عسكرية قاذفة للقنابل ثقيلة، وطائرة رحلات جوية ذات أربع محركات، من صنع روسي، بأربع محركات، استخدمت خلال الحرب العالمية الأولى. أُنتجت عام 1913 في الإمبراطورية الروسية. من تصميم إيغور سيكورسكي  وصناعة شركة واجن. كان أول طيران لها في 11 ديسمبر 1913 . انتهت خدمتها في 1922. صنع منها 85 طائرة.
وتعتبر طائرة سيكورسكي إيليا موروميتس رسميًّا أول طائرة ركاب. وكانت طائرة فخمة مع صالون منفصل للركاب، وكراسي مصنوعة من الخوص، وغرفة نوم وصالة استراحة ودورة مياه. وكانت الطائرة أيضا مجهزة بتدفئة وإضاءة كهربائية. أول طيران لطائرة ايليا موراميت كان في 10 ديسمبر، 1913. وفي 25 فبراير 1914، أقلعت أول رحلة للاستعراض مع 16 راكبا كانوا على متنها. وفي الفترة من 21 يونيو إلي 23 يونيو، قامت الطائرة برحلة ذهابا وآياب من سانت بطرسبرغ إلى كييف بزمن قدره 14 ساعة و38 دقيقة مع هبوط واحد بين المدينتين. ومع ذلك، فانها لم تستخدم أبدا كطائرة تجارية بسبب بداية الحرب العالمية الأولى.